# 真野寺
真野寺（まのじ）は、千葉県南房総市久保字真野谷にある真言宗智山派の寺院である。真野大黒（まのだいこく）ともいわれる。山名は高倉山。
真野寺は神亀2年（725年）開山である。本尊は覆面千手観音であり、千手観音の中でも非常に珍しいタイプである。行基の作と伝えられるが、平安時代後期・十二世紀の造像と推測される。
また貞観2年（860年）に慈覚大師円仁が彫ったとされる大黒天が特に有名で「朝日開運大黒天」と呼ばれている。
大黒天像の造立は鎌倉時代と推測され、関東地方に残る古像としては最大級のものである。そのほかに建武2年（1335年）に仏師上総法橋が作ったとされる二十八部衆がある。二十八部衆像は、真野寺のほかには、京都三十三間堂をはじめ、東京・滋賀・熊本に重要な作例があり、現存では三十例以上が知られる。
慈覚大師が朝日の中に大黒天を感得した日とされる2月6日（旧暦の1月6日）には、真野寺の最大の祭事である大黒天大祭が行われる。この日は真野寺の朝日開運大黒天の霊力が入った宝槌と、困難に負けない強さを得られるとされる柳守を求め、多くの参詣者で賑わう。関東八十八箇所五十七番札所、安房国札三十四ヶ所観音霊場二十五番札所、東国花の寺百ヶ寺千葉第二番札所、南総なのはな七福神。

## 文化財（本堂内）
出典:
- 木造千手観音像　（県有形文化財、俗に言う覆面千手観音）
- 木造二十八部衆像（県有形文化財）
- 風神像及び雷神像（県有形文化財）
- 木造大黒天像　　（県有形文化財、朝日開運大黒天）

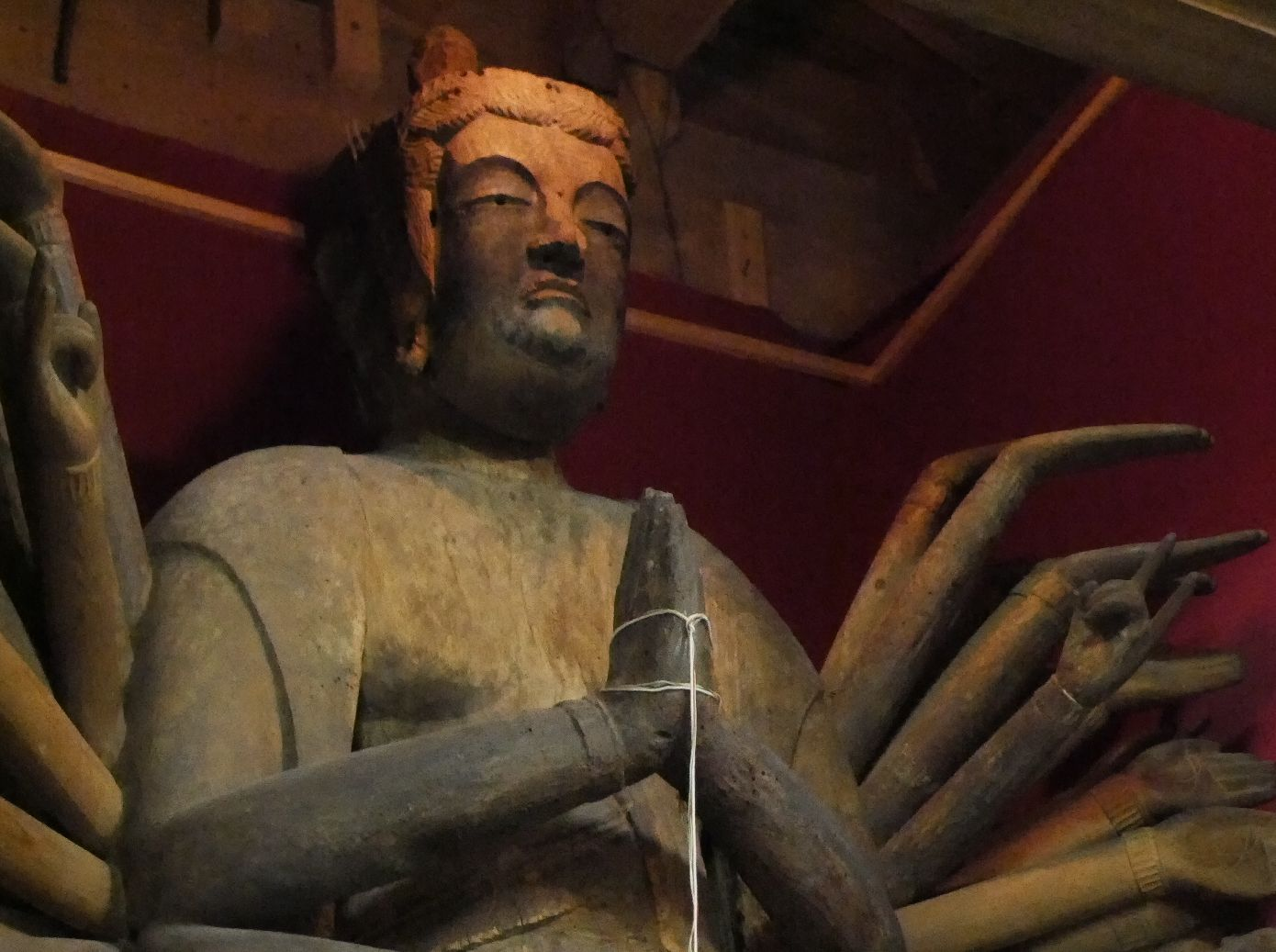
覆面千手観音（像高172.5センチ・ケヤキ材）
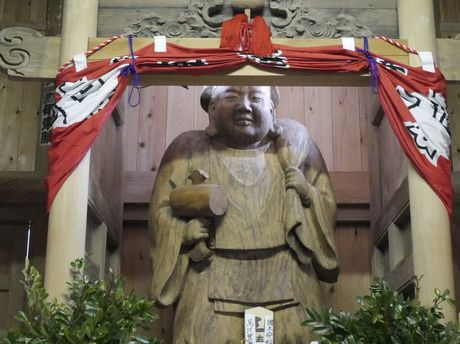
朝日開運大黒天（像高144.2センチ・クス材）

## その他仏像・彫刻
- 二天像　　　　　（本堂・修復中）
- 木造地蔵菩薩立像（本堂）
- 木造不動明王立像（本堂・修復中）
- 如意輪観音坐像　（七福神堂）
- 三宝荒神　　　　（七福神堂）
- 聖天　　　　　　（七福神堂）
- 七福神　　　　　（七福神堂）
- 白寿延命地蔵菩薩（境内）
- 水子供養地蔵菩薩（境内）
- なでほとけ　　　（祈祷殿・大黒天／恵比寿）
- 波の伊八・彫刻　（本堂欄間・祈祷殿欄間）[8]

## 行事
年中行事
- 初詣　　　　1月1日～3日
- 初大黒　　　1月6日
- 宵大黒　　　2月5日
- 大黒天大祭　2月6日
- 柴燈護摩　　6月6日
- あじさい祭り　6月6日～7月6日
- 風鈴涼祭　　7月6日～8月半
- 本尊覆面千手観音ご開帳　11月23日

月例行事
- 大黒天祭　　　毎月6日（1月・2月除く）
- 開運マルシェ　毎月6日（2月除く）

その他
- 万燈祭　1月1～6日・2月5～6日・11月22～23日に、真野寺本堂への階段、男坂に提灯が飾られる

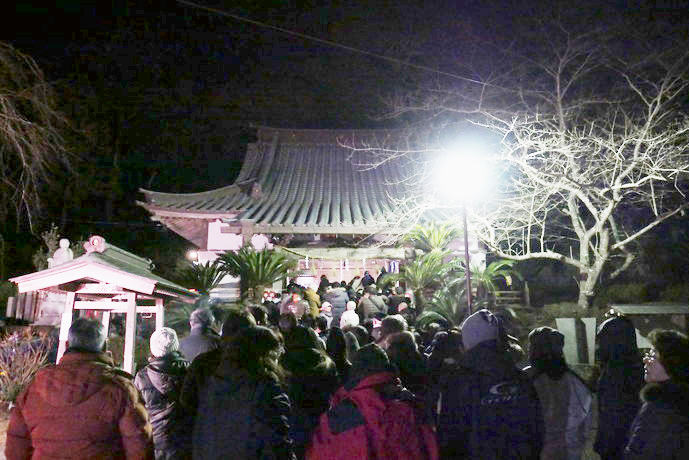
大黒天大祭
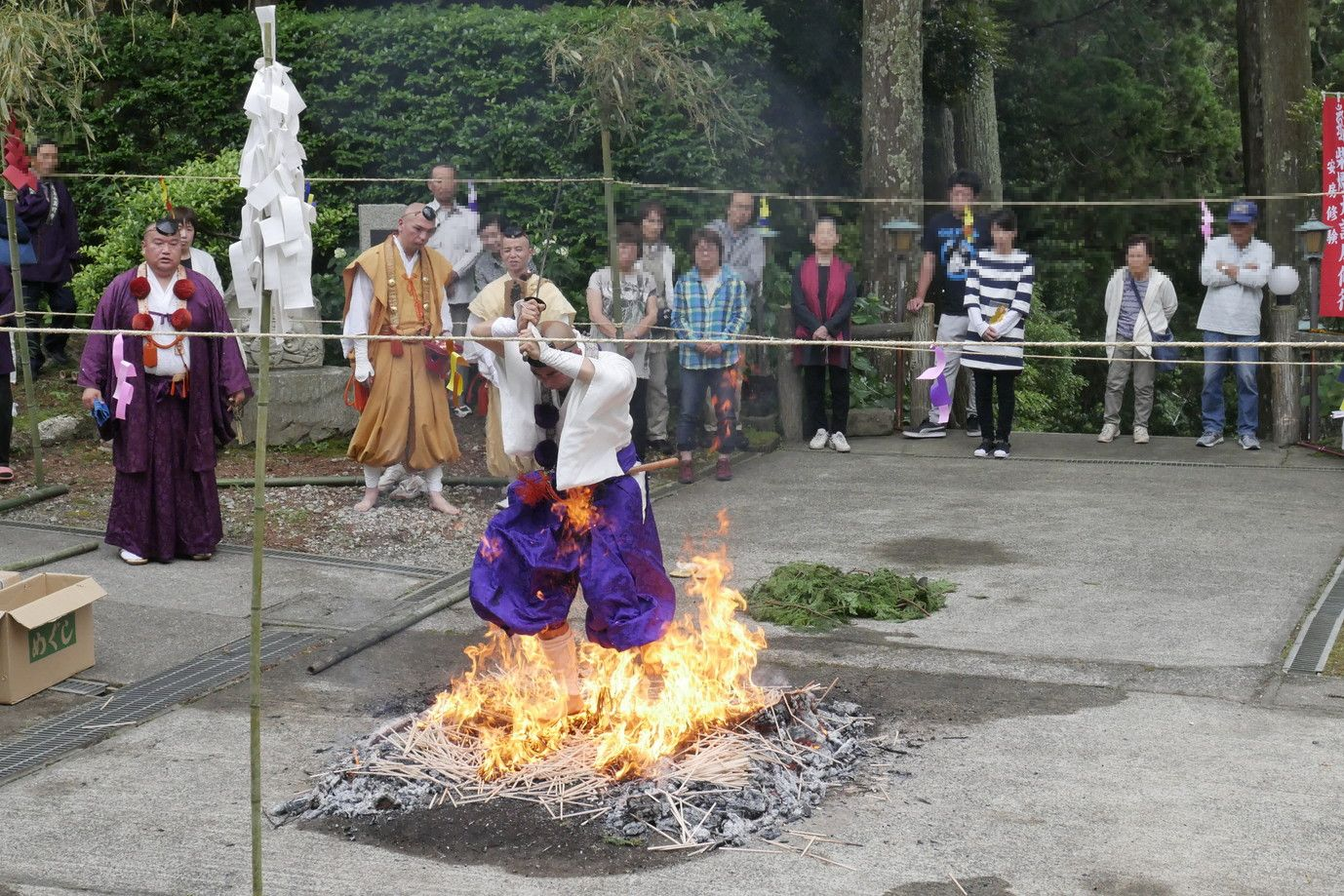
柴燈護摩
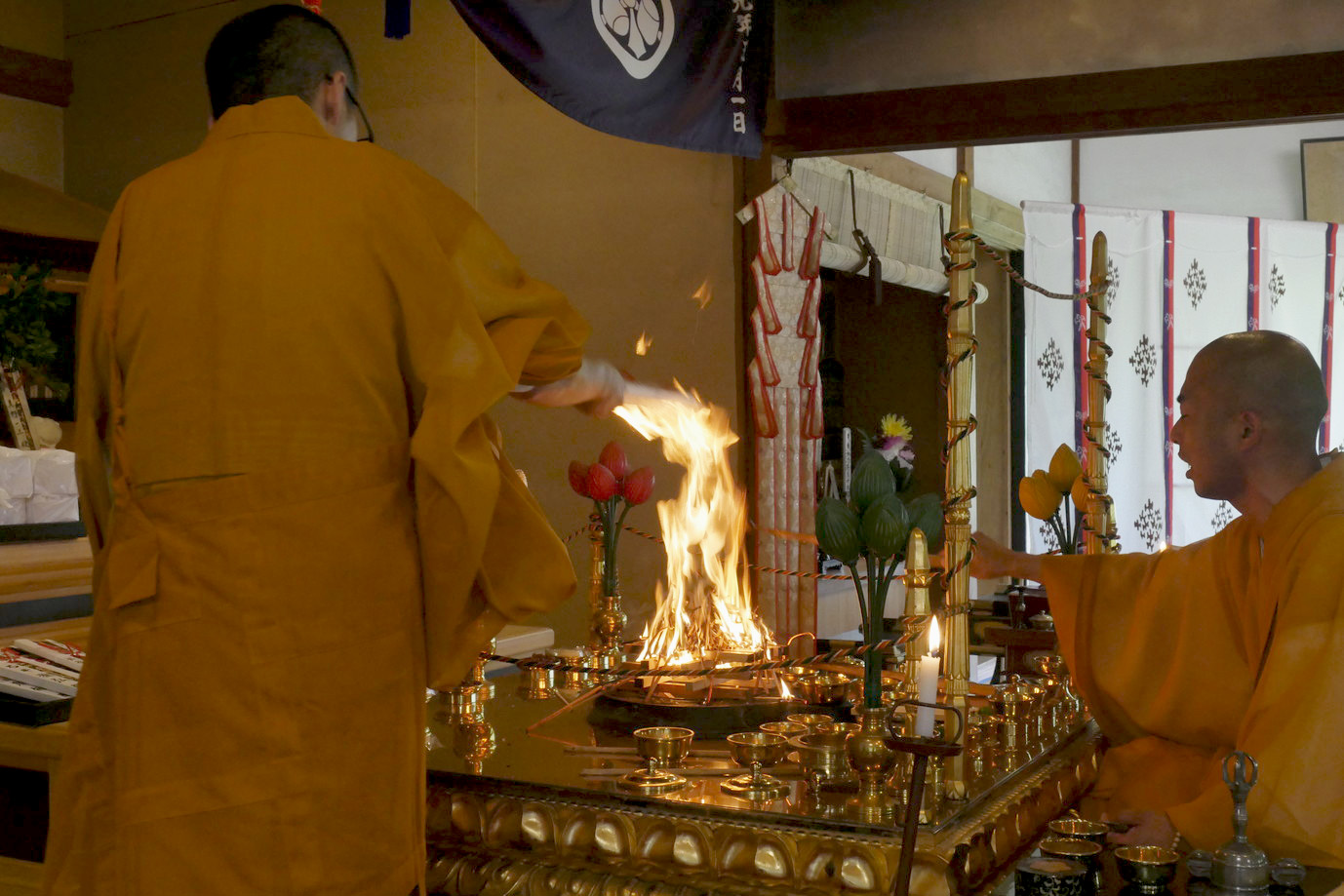
大黒天祭

## 授与品

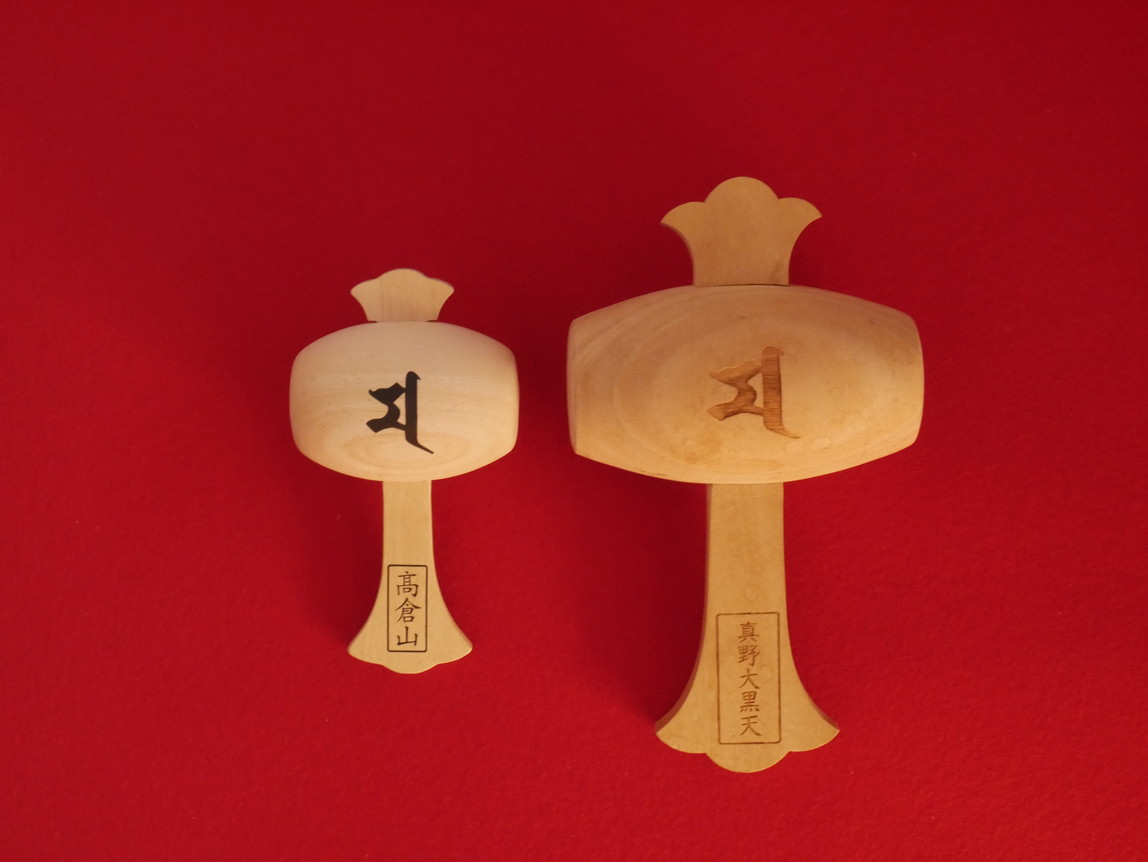
宝槌
- 護摩札
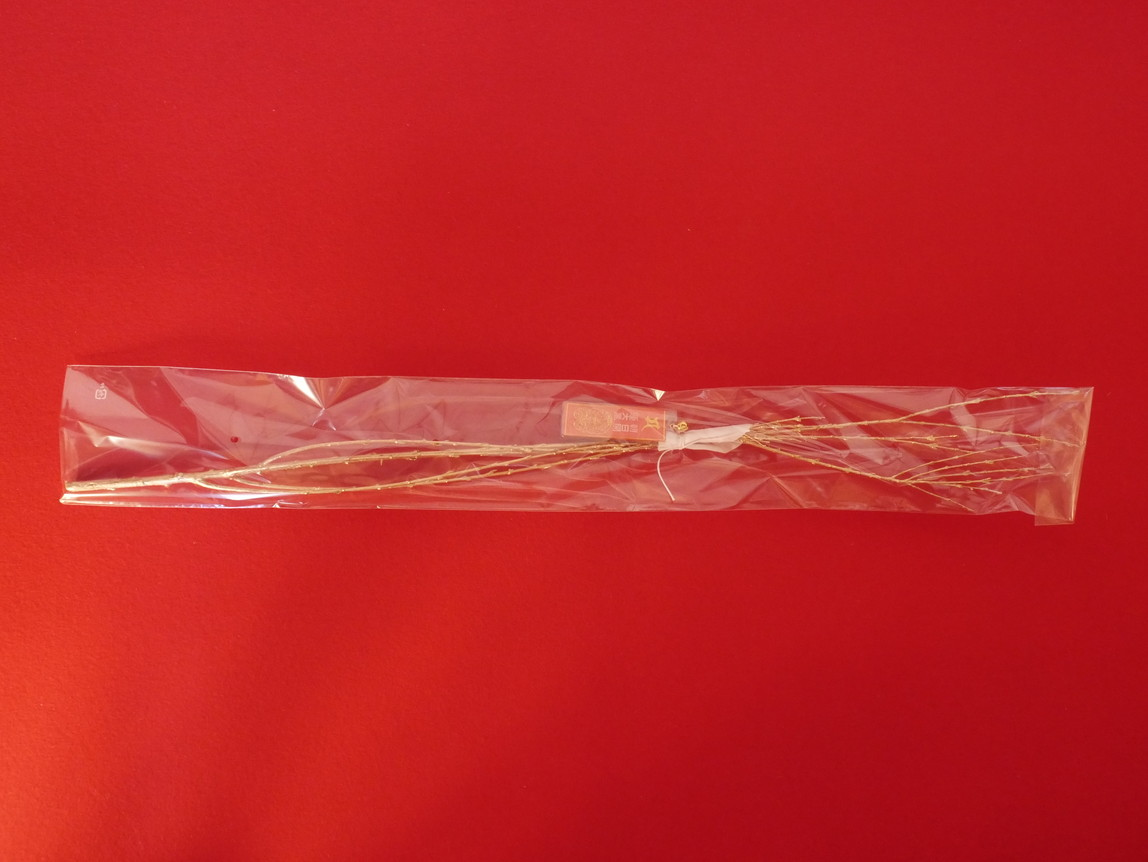
柳守
- 放射玉
- お札・お守り各種

- 宝槌
- 柳守り　金

## 交通アクセス
- 富津館山自動車道　富浦ICより自動車で約20分
- 内房線（JR東日本）九重駅から徒歩50分程度